# Plumetot
Plumetot é uma comuna francesa na região administrativa da Normandia, no departamento Calvados. Estende-se por uma área de 1,23 km². Em 2010 a comuna tinha 218 habitantes (densidade: 177,2 hab./km²).